# Steubenstraße 35 (Weimar)
Das Haus Steubenstraße 35 in Weimar wurde von Baumeister Karl Eduard Kurth errichtet. Das Gebäude besitzt einen großen Vorgarten. Die zweigeschossige Villa besitzt an dem der Straße zugewandten Seite einen Mittelrisaliten mit großen Rundfenstern. Die Formensprache ist an die italienische Neorenaissance angelehnt. Am Grundstück Steubenstraße 35 beginnt die Lisztstraße.
Die „Villa Rosa“ wurde für die aus Schollene bei Rathenow stammende Malerin und Sachbuchautorin Rosa Petzel errichtet, die zuvor in Dresden-Loschwitz wirkte. Gedacht war sie als Alterswohnsitz für sich, die Schwestern und ihre Mutter. Ab 1888 war die Villa im Besitz des Stadtrates und Unternehmers Rudolf Grosch.
Das Gebäude steht auf der Liste der Kulturdenkmale in Weimar (Einzeldenkmale).